# تارلیشوا
تارلیشوا (به لاتین: Târlișua) یک روستا در رومانی است که در شهرستان بیستریتسا-نسئود واقع شده‌است.

## خصوصیات
تارلیشوا ۳٬۱۰۲ نفر جمعیت دارد.